# Buckley River
Buckley River är ett vattendrag i Australien. Det ligger i Queensland och Northern Territory.
Trakten runt Buckley River består i huvudsak av gräsmarker. Trakten runt Buckley River är nära nog obefolkad, med mindre än två invånare per kvadratkilometer. Genomsnittlig årsnederbörd är 360 millimeter. Den regnigaste månaden är februari, med i genomsnitt 94 mm nederbörd, och den torraste är september, med 1 mm nederbörd.